# Wu Yajun
Wu Yajun, née en 1964 à Chongqing en Chine, est une personnalité du monde des affaires.

## Vie personnelle
Elle réside à Pékin et est divorcée.